# HEART ACE
『HEART ACE』（ハートのエース）は、1985年に発表されたRCサクセションのアルバム。

## 解説
RCサクセション（以下、RCと略す）の13枚目のアルバムであり、事務所独立後の第一弾アルバム。
発売日は現在のデータでは1985年11月21日とされているが、LPレコード（カセットテープ）ジャケットでは11月30日となっている。当時の販売促進用カセットでの案内文もそのようになっており、こちらが正しい可能性もある。CDもジャケット上では11月30日発売であるが、前述のカセットでは12月5日となっている。
本作発表に先駆けてリリースされたシングル「すべてはALRIGHT (YA BABY)」がPARCOのCMに使用され、RCのメンバーもCMやポスターに登場したが、プロモーション嫌い・マスメディア的演出嫌いの仲井戸麗市がそのことで激しく落ち込んでしまったことや、仲井戸自身のソロアルバムのレコーディングやツアー準備と時期が重なり、参加時間が減ったため、曲作りは忌野清志郎と小林和生（作曲・編曲のヘルパーとして春日博文）中心になった。スタジオ作業ではG2の役割が多く、当時のファンクラブ会報でも一人でスタジオに残って作業しているといったレポートがある。
忌野は本作に関して「この頃は何を歌ったらいいのかわからなかった」と語っており、実際に曲作りのために北陸地方にドライブ旅行を行ったりもした。「海辺のワインディングロード」などはこの時の旅行で作られたとされる。
本作はミキシングの問題で音があまりよくなかったため（メンバーではなくレコード会社からの指摘によるもの）、リリース直後に「海辺のワインディング・ロード」と「山のふもとで犬と暮らしている」をロンドンでリミックスし収録したミニ・アルバム『NAUGHTY BOY』を制作している。ただしこれはRCとしてレコーディングしながらも他のメンバーが参加に消極的だったため、忌野のみによるプロデュースで制作・仕上げを行っている。

## 収録曲
1. SKY PILOT / スカイ・パイロット
（作詞・作曲 - 忌野清志郎、小林和生）
  - セックスと飛行機の離着陸をダブルミーニングで歌ったきわどい歌詞。曲のみ中森明菜にも提供された（歌詞はちあき哲也が書き、タイトルも「STAR PILOT」となっている。アルバム『D404ME』に収録）。
2. 僕とあの娘
（作詞・作曲 - 忌野清志郎）
  - RCが3人編成だった頃よりのレパートリー。社会からはみ出し、お互いの傷をかばい合いながら寄り添う男女の一途な愛を歌っている。
3. DRIVE
（作詞・作曲 - 忌野清志郎、春日博文）
  - M1と同じく性行為を連想させるダブルミーニングの曲。
4. GONE GONE
（作詞・作曲 - 忌野清志郎、小林和生）
  - 典型的なブルースのベースラインに乗せてアドリブ的に言葉遊びの歌詞を歌う、後年の忌野の作品によく見られるようになった手法による一曲。
5. 横浜ベイ
（作詞・作曲 - 忌野清志郎、小林和生）
  - 「bay」つながりと言うことか、後奏でオーティス・レディングの「（sittin' on the）Dock of the Bay」の有名な口笛のフレーズがさりげなく入れられている。
6. 海辺のワインディング・ロード
（作詞・作曲 - 忌野清志郎）
  - 忌野が北陸・中国自動車道を車で旅したときに作った曲。本人も語っているように、心身ともに不安がなくなり健全になった様子がうかがえる。
  - 矢野顕子がアルバム『Home Girl Journey』の中でカバーしている。
7. GLORY DAY
（作詞・作曲 - 仲井戸麗市）
  - 仲井戸のボーカル曲。人と人の互いの心が離れていく鬱々とした状況を歌ったヘヴィな内容である。忌野が本アルバムでいちばん印象に残っている曲としてあげている。
8. プン・プン・プン（オコリンボ リンボ）
（作詞・作曲 - G忌麗）
  - 前事務所の社長へのメッセージを暗喩した曲。
9. 山のふもとで犬と暮らしている
（作詞・作曲 - 忌野清志郎）
  - 歌詞や作曲の様子は忌野の私小説風エッセイ『十年ゴム消し』にも出てくる。
  - 後に矢野顕子が発表した「湖のふもとで猫と暮らしている」（『LOVE LIFE』収録）は、当曲へのアンサーソングであると言われている。
10. LONELY NIGHT（NEVER NEVER）
（作詞・作曲 - 忌野清志郎）
  - 「スカイ・パイロット」のB面曲。
11. すべてはALRIGHT (YA BABY)
（作詞・作曲 - 忌野清志郎、春日博文）
  - RCの事務所独立を記念してリリースされた一曲。当初はシングル発売のみで、LPには収録されていなかったが、CD・カセットテープのみに追加収録された。
  - 後にフラワーカンパニーズがキリンビールの「のどごしALLRIGHT」CMソングとしてカバーしている曲。

LPでは、M1-M5がトランプの表（数字）サイド、M6-M10が裏（絵柄）サイドと表記されていた。
カセットテープ版の曲順はSide1が1、8、2、6、4、5、Side2が3、11、7、9、10だった。

## メンバーおよびスタッフ
- RCサクセション
  - 忌野清志郎 - ボーカル、ギター、ブルースハープ、コーラス
  - 仲井戸麗市 - ギター、ボーカル
  - 小林和生 - ベース、アコースティックベース
  - 新井田耕造 - ドラムス、シモンズ（電子ドラム）
  - Gee2wo - キーボード、ギター
- ブルーデイ・ホーンズ
  - 梅津和時 - アルトサックス、テナーサックス
  - 片山広明 - テナーサックス、バリトンサックス
- 菊池隆 - パーカッション
- 春日博文 - タンバリン、アコースティック・ギター
- 高梨道生 - アコースティックベース
- 小林一樹、小西康司 - エンジニア
- 熊谷陽 - ディレクター

## 主な文献
- 愛しあってるかい（JICC出版局 1981年）
- GOTTA!忌野清志郎（忌野清志郎伝、角川文庫、1988年）
- 遊びじゃないんだっ!（RCサクセション20周年記念、マガジンハウス、1990年）
- 日々の泡立ち 真説RCサクセション（インタビュー集、ロッキング・オン、1991年）
- 月刊カドカワ・1992年3月号「総力特集 清志郎の遺言」（角川書店、1992年）
- 生卵（忌野清志郎デビュー25周年記念 河出書房新社、1995年）
- ロック画報・2002年10号「特集 RCサクセションに捧ぐ」（ブルース・インターアクションズ、2002年）
- 別冊宝島 音楽誌が書かないJポップ批評 忌野清志郎のブルースを捜して（宝島社、2006年）

ほか